# 许岩
許岩（1981年11月4日—），北京人，中國女子柔道運動員。

## 生涯
在她13歲時，她於西城體育學校接受柔道訓練，1997年入选国家队。
2002年，許岩於世界團體錦標賽，她與隊友最終摘下銅牌。而在全國錦標賽中，她成為女子57公斤級小項的冠軍得主。翌年的世界錦標賽以及亞洲錦標賽，她最終排名第七及第五。
2005年，許岩在韓国站的歐洲系列賽取得第三。同年12月的十運會中，她參與柔道項目的女子57公斤級小項，在四強中，她被廣東對手戰勝而無法晉身決賽，最終在銅牌賽中贏了解放軍對手，掄下銅牌。次年，她在團體世界杯及世界團體錦標賽均取得季軍，年尾的多哈亞運，她於柔道項目的女子57公斤級小項決賽中耗了9秒就擊敗日本對手，贏得她首個國際性的錦標。
2007年，許岩在科威特舉行的亞洲錦標賽中的女子57公斤級小項贏得冠軍。
在2008年北京奥运会女柔57公斤级铜牌争夺战中，许岩战胜芭芭拉·阿雷尔夺得铜牌。